# Сезон ФК «Дніпро» (Дніпропетровськ) 2005—2006
Сезон ФК «Дніпро» (Дніпропетровськ) 2005—2006 — 15-ий сезон футбольного клубу «Дніпро» у футбольних змаганнях України.

## Склад команди
| № | Поз. | Нац.    | Гравець              |
| - | ---- | ------- | -------------------- |
|   | ВР   | Україна | В'ячеслав Кернозенко |
|   | ВР   | Україна | Артем Куслій         |
|   | ЗХ   | Україна | Денис Андрієнко      |
|   | ЗХ   | Україна | Володимир Єзерський  |
|   | ЗХ   | Україна | Віталій Лисицький    |
|   | ЗХ   | Україна | Сергій Матюхін       |
|   | ЗХ   | Україна | Максим Пашаєв        |
|   | ЗХ   | Україна | Павло Пашаєв         |
|   | ЗХ   | Україна | Олександр Радченко   |
|   | ЗХ   | Україна | Андрій Русол         |
|   | ЗХ   | Україна | В'ячеслав Сердюк     |
|   | ЗХ   | Україна | В'ячеслав Шевчук     |
|   | ПЗ   | Україна | Руслан Бідненко      |
|   | ПЗ   | Україна | Олександр Грицай     |
|   | ПЗ   | Україна | Руслан Костишин      |

| № | Поз. | Нац.     | Гравець             |
| - | ---- | -------- | ------------------- |
|   | ПЗ   | Україна  | Іван Котенко        |
|   | ПЗ   | Україна  | Костянтин Кравченко |
|   | ПЗ   | Україна  | Дмитро Льопа        |
|   | ПЗ   | Україна  | Роман Максимюк      |
|   | ПЗ   | Україна  | Дмитро Михайленко   |
|   | ПЗ   | Україна  | Сергій Назаренко    |
|   | НП   | Болгарія | Георгі Пеєв         |
|   | ПЗ   | Україна  | Олександр Рикун     |
|   | ПЗ   | Україна  | Євген Шахов         |
|   | ПЗ   | Україна  | Олег Шелаєв         |
|   | НП   | Україна  | Костянтин Балабанов |
|   | НП   | Україна  | Євген Коноплянка    |
|   | НП   | Білорусь | Сергій Корніленко   |
|   | НП   | Україна  | Олександр Мелащенко |
|   | НП   | Україна  | Сергій Мотуз        |

## Чемпіонат України

### Календар чемпіонату України
| Тур | Команда            | Рахунок     | Тур | Команда            | Рахунок     | Тур | Команда       | Рахунок     |
| --- | ------------------ | ----------- | --- | ------------------ | ----------- | --- | ------------- | ----------- |
| 1   | «Таврія»           | 1:3Протокол | 11  | «Динамо»           | 0:3Протокол | 21  | «Закарпаття»  | 4:0Протокол |
| 2   | «Шахтар»           | 2:0Протокол | 12  | «Волинь»           | 2:1Протокол | 22  | «Іллічівець»  | 0:0Протокол |
| 3   | «Металург» З       | 3:0Протокол | 13  | «Металіст»         | 0:0Протокол | 23  | «Ворскла»     | 0:0Протокол |
| 4   | «Арсенал»          | 1:0Протокол | 14  | ФК «Харків»        | 2:0Протокол | 24  | «Металург» Д  | 1:1Протокол |
| 5   | «Сталь» (Алчевськ) | 0:1Протокол | 15  | «Кривбас»          | 2:2Протокол | 25  | «Чорноморець» | 1:2Протокол |
| 6   | «Закарпаття»       | 1:2Протокол | 16  | «Таврія»           | 0:1Протокол | 26  | «Динамо»      | 0:2Протокол |
| 7   | «Іллічівець»       | 0:1Протокол | 17  | «Шахтар»           | 2:2Протокол | 27  | «Волинь»      | 0:0Протокол |
| 8   | «Ворскла»          | 1:1Протокол | 18  | «Металург» З       | 1:0Протокол | 28  | «Металіст»    | 0:6Протокол |
| 9   | «Металург» Д       | 1:0Протокол | 19  | «Арсенал»          | 1:0Протокол | 29  | ФК «Харків»   | 0:1Протокол |
| 10  | «Чорноморець»      | 0:0Протокол | 20  | «Сталь» (Алчевськ) | 0:0Протокол | 30  | «Кривбас»     | 1:0Протокол |

Примітка

Блакитним кольором виділені домашні ігри.

### Турнірна таблиця
| Місце | Команда       | Ігор | В  | Н  | П  | РМ    | Очок |
| ----- | ------------- | ---- | -- | -- | -- | ----- | ---- |
| 1     | «Шахтар»      | 31   | 24 | 6  | 1  | 66-15 | 78   |
| 2     | «Динамо»      | 31   | 23 | 6  | 2  | 69-22 | 75   |
| 3     | «Чорноморець» | 30   | 13 | 6  | 11 | 36-31 | 45   |
| 4     | «Іллічівець»  | 30   | 12 | 7  | 11 | 30-34 | 43   |
| 5     | «Металіст»    | 30   | 12 | 7  | 11 | 35-42 | 43   |
| 6     | «Дніпро»      | 30   | 11 | 10 | 9  | 33-23 | 43   |
| 7     | «Таврія»      | 30   | 11 | 6  | 13 | 29-31 | 39   |

## Кубок України

### Виступи
| Раунд       | Команда              | Рахунок     |
| ----------- | -------------------- | ----------- |
| 1/32 фіналу | ПФК «Олександрія»    | 2:1Протокол |
| 1/16 фіналу | «Рава» (Рава-Руська) | 2:0Протокол |
| 1/8 фіналу  | «Ворскла»            | 0:1Протокол |

## Кубок УЄФА

### Виступи
| Раунд                        | Команда           | ДМ  | ВМ  | Загальний рахунок |
| ---------------------------- | ----------------- | --- | --- | ----------------- |
| Другий кваліфікаційний раунд | «Бананц» (Єреван) | 4:0 | 2:4 | 8:2               |
| Перший раунд                 | «Гіберніан»       | 5:1 | 0:0 | 5:1               |
| Груповий раунд               | «АЗ»              | 1:2 |     | 1:2               |
| Груповий раунд               | «Міддлсбро»       |     | 3:0 | 0:3               |
| Груповий раунд               | «Літекс»          | 0:2 |     | 0:2               |
| Груповий раунд               | «Ґрассгоппер»     |     | 2:3 | 3:2               |